# Hit Viral
Hit Viral (en coreano: 싸움독학, romanizado: Ssaumdoghag) es un manhwa surcoreano lanzado como webtoon escrito por Taejun Pak e ilustrado por Kim Junghyun. Se ha serializado a través de la plataforma de webtoons Naver Webtoon de Naver Corporation desde noviembre de 2019. Una adaptación de la serie al anime de Okuruto Noboru se estrenó el 11 de abril de 2024.

## Argumento
El escuálido estudiante de preparatoria Hobin Yoo (Kōta Shimura en el anime) probablemente es el último chico al que esperarían ver como protagonista de un canal de NewTube enfocado en peleas, pero tras seguir los consejos de un misterioso canal, Hobin pronto aprendió a vencer a chicos más fuertes que él y comenzó a ganar más dinero del que había soñado. ¿Podrá Hobin mantener su racha o llegará alguien que pueda romperla?

## Personajes
Yoo Hobin (유호빈?, Yu Ho-binRR), en japonés: Kōta Shimura (志村光太 Shimura Kōta?)
 Seiyū: Satoshi Niwa
Woo Ji-hyuk (우지혁?, U Ji-hyeokRR), en japonés: Toru Kaneko (金子 亨 Kaneko Toru?)
 Seiyū: Nobuhiko Okamoto
Ga Eul (가을?, Ga EulRR), en japonés: Aki Yashio (가을 Yashio Aki?)
 Seiyū: Fairouz Ai
Choi Bo-mi (최보미?, Choe Bo-miRR), en japonés: Kaho Asamiya (朝宮夏帆 Asamiya Kaho?)
 Seiyū: Yui Ishikawa
Pakgo (빡고?), en japonés: Hamaken (ハマケン Hamaken?)
 Seiyū: Shunsuke Takeuchi
Seong Tae-hoon (성태훈?, Seong Tae-hunRR), en japonés: Reo Shinjō (新庄玲央 Shinjō Reo?)
 Seiyū: Kaito Ishikawa
Yeo Roo-mi (여루미?, Yeo Ru-miRR), en japonés: Rumi Meguro (目黒ルミ Meguro Rumi?)
 Seiyū: Yoshino Aoyama
Kim Moon-seong (김문성?, Gim Mun-seongRR), en japonés: Tatsuya Ōgi (扇達也 Ōgi Tatsuya?)
 Seiyū: Yūichi Nakamura
Samdak (빡고?), en japonés: Tou-Kei (闘鶏 Tōkei?)
 Seiyū: Tomokazu Sugita

## Contenido de la obra

### Manhwa
Escrito por Taejun Pak e ilustrado por Kim Junghyun, Hit Viral comenzó a serializarse en la plataforma de webtoons Naver Webtoon de Naver Corporation desde el 16 de noviembre de 2019. Sus capítulos individuales se han recopilado en nueve volúmenes hasta la fecha.
El manhwa comenzó a publicarse en español a través de Line Webtoon el 17 de mayo de 2021.

#### Lista de volúmenes
| Volúmenes de manhwa publicados | Volúmenes de manhwa publicados | Volúmenes de manhwa publicados                     |
| Número                         | Fecha de lanzamiento           | ISBN                                               |
| ------------------------------ | ------------------------------ | -------------------------------------------------- |
| 1                              | 31 de julio de 2021            | ISBN 979-1-19-122588-4                             |
| 2                              | 15 de febrero de 2022          | ISBN 979-1-16-769031-9 ISBN 979-1-16-769065-4 (ES) |
| 3                              | 16 de junio de 2022            | ISBN 979-1-16-769134-7                             |
| 4                              | 30 de septiembre de 2022       | ISBN 979-1-16-769169-9                             |
| 5                              | 15 de febrero de 2023          | ISBN 979-1-16-769193-4                             |
| 6                              | 15 de julio de 2023            | ISBN 979-1-16-769231-3                             |
| 7                              | 15 de diciembre de 2023        | ISBN 979-1-16-769284-9                             |
| 8                              | 15 de diciembre de 2023        | ISBN 979-1-16-769285-6                             |
| 9                              | 15 de mayo de 2024             | ISBN 979-1-16-769298-6                             |

### Anime
El 10 de febrero de 2024 se anunció una adaptación de la serie al anime. La serie, titulada Kenka Dokugaku (喧嘩独学?), está producida por Okuruto Noboru y dirigida por Masakazu Hishida, con Toshiya Ōno escribiendo los guiones de la serie, Satomi Miyazaki diseñando los personajes y Yutaka Yamada componiendo la música. Se estrenó el 11 de abril de 2024 en el bloque de programación +Ultra de Fuji TV. El tema de apertura es «Wild Boy», interpretado por MA55IVE THE RAMPAGE, mientras que el tema de cierre es «Viral Hack», interpretado por Crab Kani Club. Crunchyroll obtuvo la licencia de la serie fuera de Asia.